# Нижний Рушенер
Нижний Рушенер (мар. Аптулят) — деревня в Сернурском районе Республики Марий Эл. Входит в состав Кукнурского сельского поселения.

## География
Находится в северо-восточной части республики Марий Эл на расстоянии приблизительно 30 км на север от районного центра посёлка Сернур.

## История
Возникла в конце XVIII века как починок. В 1792 году в 2 дворах проживали 32 человека, в 1799 году в 5 домах числилось 37 человек. В 1836 году числилось 10 домов и 68 человек, в 1873 году 18 и 107. В 1925 году здесь проживал 61 человек. В 1940 году в 19 дворах проживали 89 человек. В 2005 году насчитывалось 103 хозяйства. В советское время работали колхозы «Крестьянин», «Красный пахарь», «Победа», совхозы «Казанский», «Кукнурский» и «Заря».

## Население
Население составляло 349 человек (мари 82 %) в 2002 году, 317 в 2010.